# 狭岩峡
狭岩峡（せばいわきょう）は、長野県佐久市田口に位置する、南牧川上流の馬坂川がつくる渓谷で、妙義荒船佐久高原国定公園に含まれる景勝地である。

## 地理
田口峠に発し、支流を集めて群馬県へと流れる馬坂川にあって、田口峠から1.5キロメートル程下った、谷幅の最も狭まった一帯が、狭岩峡である。馬坂川は、狭岩峡の下流で長野県と群馬県の県境を成し、群馬県南牧村で南牧川に、その先鏑川に合流する利根川水系の支流の一つ。長野県内で利根川水系に含まれるのは、馬坂川とその支流だけである。

## 自然

### 地形
狭岩峡の位置する南牧川源流域は、関東山地の北西端に当たる。馬坂川の岸には岩壁が屹立し、両側からその岩肌が迫っており、そびえる奇岩の間を渓流が滝をなして流れている。滝には大小の落差のものがあり、高さ「二丈五尺」と伝わる不動滝などが知られる。

### 地質

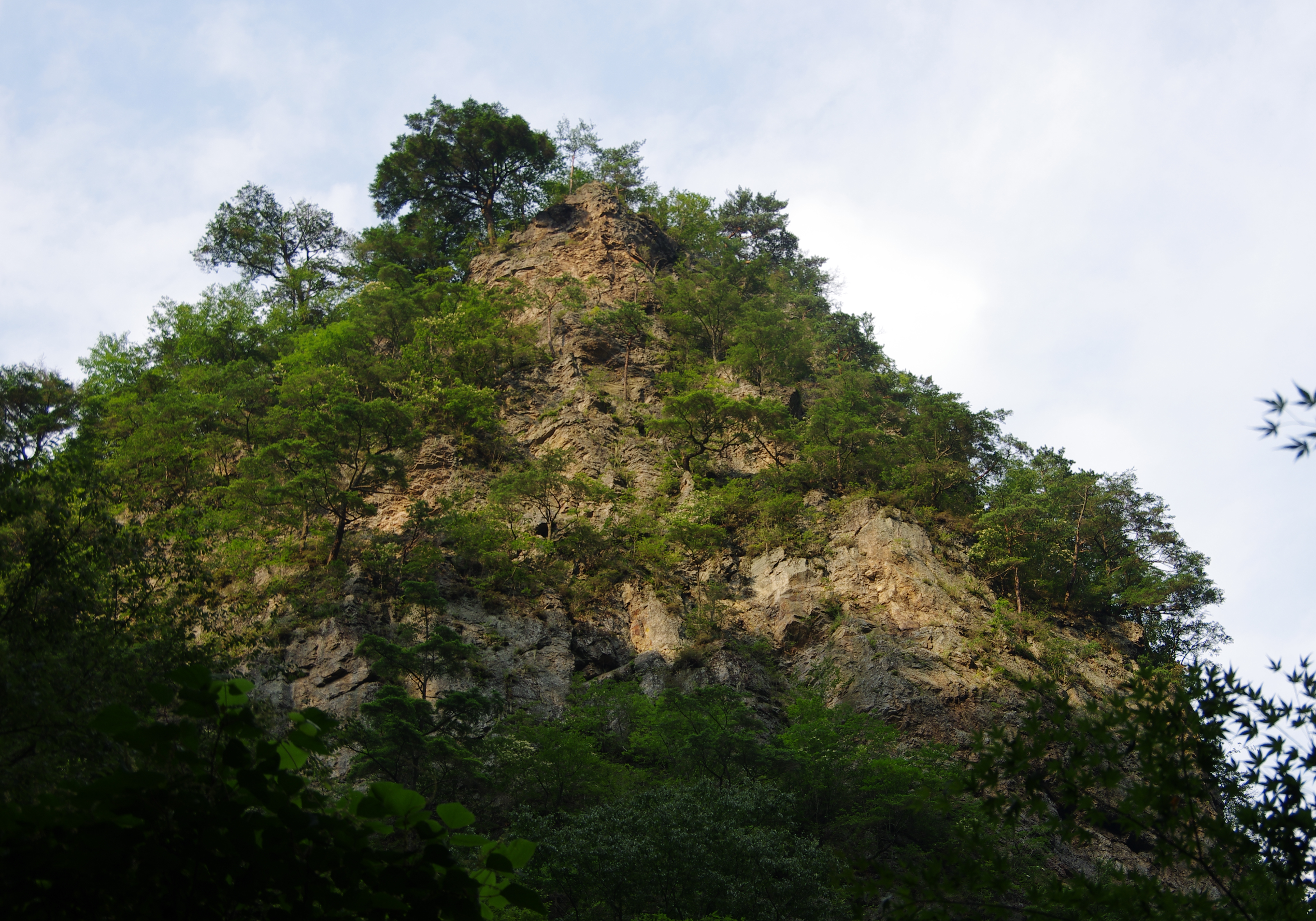
狭岩峡左岸の岩壁。

狭岩峡を含む一帯の地質は、関東山地を構成する基盤岩類の中でも秩父帯北帯に属する。秩父帯は、古生代から中生代にかけて形成された付加体の、複数の層で構成される付加コンプレックスである。狭岩峡が位置する南牧川の北側の辺りは、秩父帯北帯を構成する層のうち、上吉田層に区分される。上吉田層は、佐久穂町海瀬に模式地があって、海瀬層群とも呼ばれる。上吉田層を形成する岩石は混在岩で、基質は粘板岩、粘板岩よりも少し変成が進んだ千枚岩、それらに挟まれた薄い砂岩の層が主で、更にチャート、輝緑凝灰岩、石灰岩も挟まれている。馬坂川沿いは千枚岩、チャートが多く、チャートには一部、石灰岩と間違えそうな白いものや、はっきりした層を示すものもある。

### 生物
行政上は長野県に属するが、中央分水界を超えた馬坂川流域は関東側の地勢に属し、暖地性の植物が多くみられる。険しい岩場の多い地形だが、岩の裂け目や岩棚にたまった土に高木も生長し、アカマツ、ツガ、アカヤシオ、リョウブ、ダンコウバイなどが生育する。また、テイカカズラ、アカメガシワ、クサイチゴなど、佐久地域ではこの場所以外でみられない植物も生育する。馬坂川には、水質の良いことを示す水生生物が生息し、カワゲラ類が豊富にみられる。

## 人文
田口峠を越えて、佐久郡と上野国の間で米穀などを運搬する重要な物資輸送路の一つであった上州道（上州往還）が、狭岩峡も通っていた。この地は江戸時代には、「せはや岩」と呼ばれていたようで、すぐ上流の広川原の支村から「せはや衆」という狭岩峡の道の普請にあたる人員を出していた。年に4、5頭は馬が負傷したり落命したという険しい上州道の中でも、狭岩峡は殊に急峻で、馬坂川に架けられた「狭岩桟」というかけはしは、渡る者が「目を眩し、魂を飛す」（長野縣町村誌）と伝えられる。現代の群馬県道・長野県道93号下仁田臼田線は、狭岩峡で馬坂川を渡らないが、その狭隘さは、岸壁から桟橋を架し、渓流の上を歩くよう、と言われる。

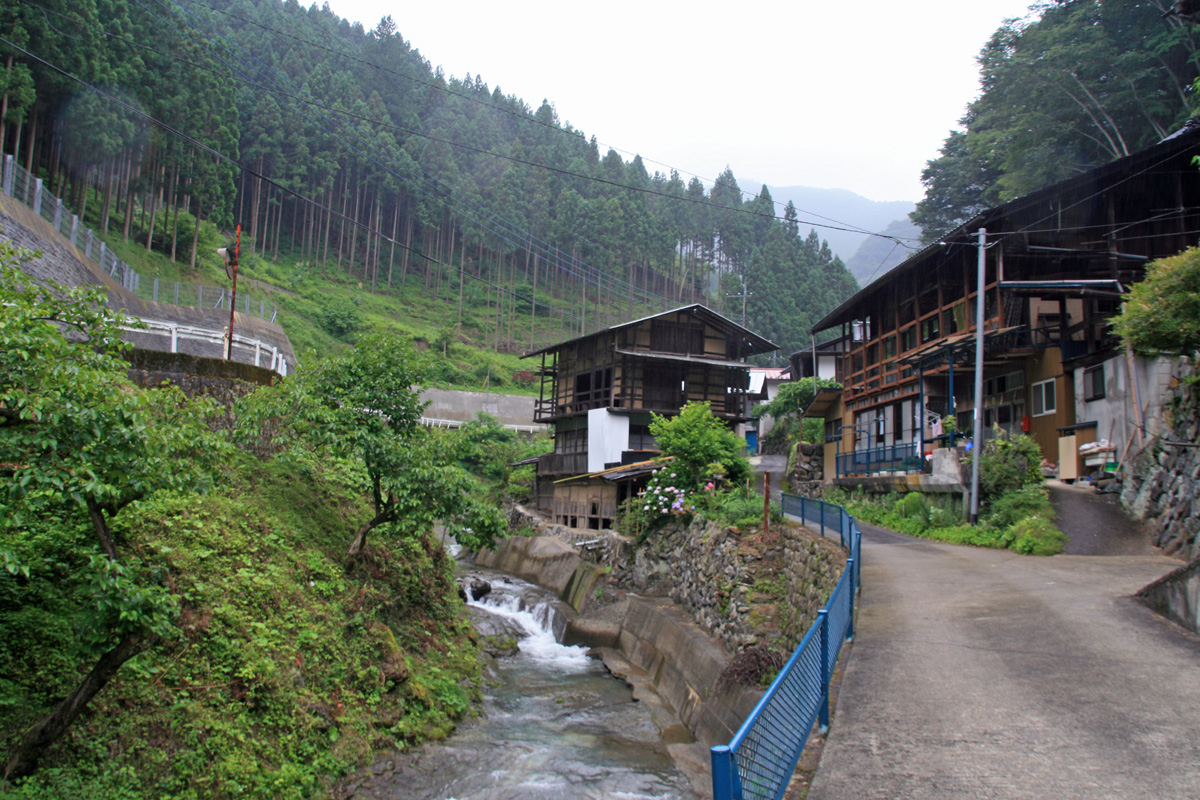
馬坂集落。中央を流れるのが馬坂川。右奥の稜線がみえる方に狭岩峡がある。

狭岩は、馬坂集落と広川原集落の中間に位置しており、両集落の児童が通う田口小学校の狭岩分校が、1911年に設置された。新学制がはじまると、新制中学校の創設に伴い、田口小学校に同居する田口中学校（後に統合して臼田中学校）の狭岩分校もできた。しかし、児童数の減少から1966年に中学校の、1972年には小学校の狭岩分校が閉校となった。2013年には狭岩分校の校舎が解体され、跡地には記念碑が設置されている。
狭岩峡は、妙義荒船佐久高原国定公園に含まれる景勝地で、長野県観光連盟が指定した『信州の渓谷・滝百選』に選ばれている。